# 习主席语录

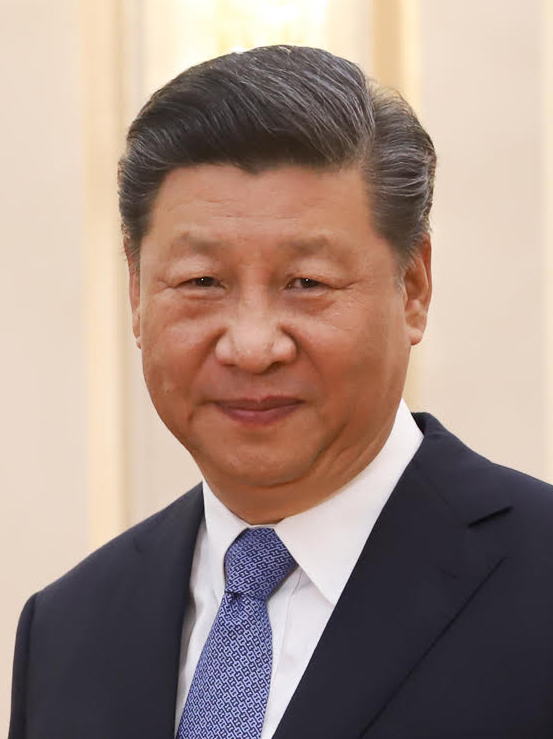
中共中央總書記习近平

习主席语录（又稱《習近平語錄》），是由中国人民解放军北部战区第16集团军步兵204旅炮兵团所印制的中共中央总书记、中共中央军委主席习近平的言论选辑汇编本。据报道，《习主席语录》小册子已有多个版本，但是据网络流传的照片所显示的其中一个版本的样式，它的封面呈红色，并印制有烫金习近平头像，扉页有标注“基层官兵学习版”，目录则包括了中国梦、强军目标、反腐倡廉、勤俭节约等内容，但并未见有完整内容。该书籍在2018年3月曝光，后引起部分网民议论。